# Élection présidentielle française de 1988
L'élection présidentielle française de 1988, qui est la sixième élection présidentielle sous la Cinquième République et la cinquième au suffrage universel direct depuis la réforme constitutionnelle de 1962, se déroule les 24 avril et 8 mai 1988.
Le président sortant, François Mitterrand, brigue un second mandat, se présentant pour la quatrième fois. Durant son septennat, la gauche a réussi à gouverner sur la durée alors qu'elle avait échoué par le passé, notamment du temps du cartel des gauches et du Front populaire. Son mandat a néanmoins été marqué par le « tournant de la rigueur », avant que la droite ne remporte les élections législatives de 1986.
Pour la première fois depuis 1965, le Premier ministre en exercice, à savoir le gaulliste Jacques Chirac, est candidat à l'élection présidentielle. Il est défait au second tour par François Mitterrand, après avoir été concurrencé au premier tour par l’ancien Premier ministre centriste Raymond Barre.
Le scrutin est également marqué par le score élevé du candidat d’extrême droite Jean-Marie Le Pen, qui frôle les 15 % avec un discours anti-immigration. Comme en 1974, Arlette Laguiller est la seule femme candidate.
Le 8 mai 1988, le second tour voit François Mitterrand l'emporter avec 54,02% des suffrages exprimés, permettant ainsi au président sortant d'entamer un second mandat. Il devient le premier Président de la République française réélu au suffrage universel pour un second septennat.

## Contexte

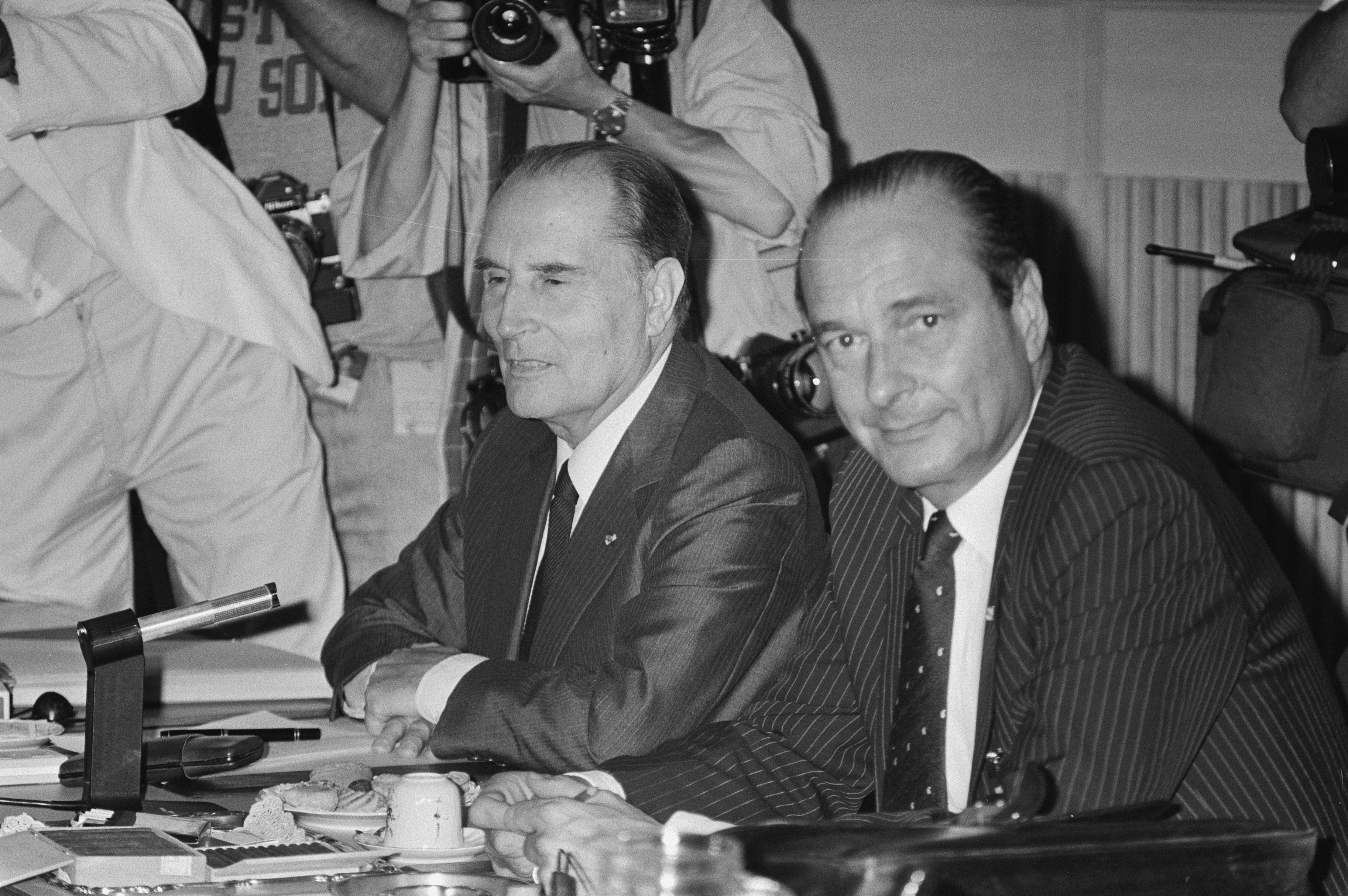
Jacques Chirac et François Mitterrand le 26 juin 1986.

L'élection présidentielle se déroule en pleine première cohabitation. Les rapports entre Jacques Chirac et François Mitterrand sont tendus, ce qui semble pousser le second à se présenter une quatrième fois. Entre-temps, l'ancien Premier ministre et député du Rhône Raymond Barre est de plus en plus populaire dans l'opinion et sa candidature est de plus en plus envisagée. Jacques Chirac veut quant à lui prouver qu'il est capable de gouverner avec un président n'ayant pas la même appartenance politique pour prouver ses qualités d'homme d'État.

### Montée de l'extrême droite
Durant le premier septennat de François Mitterrand, l'extrême droite connaît une progression importante. En 1982, Jean-Marie Le Pen, qui n'avait pas obtenu les 500 parrainages en 1981, écrit une lettre à François Mitterrand pour obtenir un traitement médiatique plus équitable,.
Lors des municipales de 1983, le FN réalise une percée, notamment à Dreux où la liste FN fusionne avec la liste RPR pour se maintenir au second tour. La droite remporte la ville et le FN la co-dirige pendant six ans. La montée se poursuit l'année suivante où le FN talonne le Parti communiste français lors des européennes de 1984. Dans son livre Les Français d'abord, Jean-Marie Le Pen écrit: « Nous croyons à la supériorité de la civilisation occidentale. ». À partir de 1984, il est de plus en plus invité à L'Heure de vérité. L'émission contribue à sa médiatisation et à accroître sa popularité,.
Lors des législatives de 1986, le FN obtient 35 députés et parvient à constituer un groupe parlementaire. Cette montée du FN va être très mal vue par Jacques Chirac, qui y vit la main de François Mitterrand.
Le 13 septembre 1987 sur RTL dans l'émission Le Grand Jury, Jean-Marie Le Pen déclenche une polémique à propos de la Shoah en déclarant: « Je suis passionné par l'histoire de la Deuxième Guerre mondiale. Je me pose un certain nombre de questions. Je ne dis pas que les chambres à gaz n'ont pas existé. Je n'ai pas pu moi-même en voir. Je n'ai pas étudié spécialement la question. Mais je crois que c'est un point de détail de l'histoire de la Deuxième Guerre mondiale. »,. Le 6 mai précédent, il avait déjà provoqué une polémique à propos des immigrés et du sida dans L'Heure de vérité, souhaitant l'expulsion des immigrés pour réduire le chômage et l'isolement des séropositifs, parlant même de « sidaïques ».

### Divisions à droite
Dès 1982, Valéry Giscard d'Estaing prépare son retour en politique,. Lors des élections cantonales, il est triomphalement élu à Chamalières. Il espère pouvoir affronter à nouveau François Mitterrand, mais doit faire face à la montée de Raymond Barre dans les sondages ainsi qu'à la présence sur sa droite de Jacques Chirac. Il reproche à ce dernier sa défaite, mais va préférer se rapprocher de lui plutôt que de son autre ancien Premier ministre.
À partir de 1983 et la mise en place du plan de rigueur, Valéry Giscard d'Estaing se réconcilie avec Jacques Chirac qui sort renforcé des municipales après son triomphe à Paris, alors même que Raymond Barre approuvait les mesures prises par le second plan de rigueur. Au même moment, des chefs d'entreprises et les milieux d'affaires interrogent Raymond Barre sur l'hypothèse d'une candidature présidentielle. Lorsque le scrutin proportionnel est instauré pour les législatives de 1986, Raymond Barre se démarque de Valéry Giscard d'Estaing et de Jacques Chirac en refusant l'hypothèse d'une « cohabitation » avec François Mitterrand.
Au cours de la première cohabitation, Jacques Chirac devient rapidement impopulaire et ne parvient pas à appliquer tout son programme car il doit à la fois ménager son électorat et sa majorité tout en préservant ses chances pour la présidentielle. François Mitterrand va même favoriser cette perspective, persuadé qu'il va affronter son Premier ministre. La montée en puissance de Jean-Marie Le Pen ne fait qu'accentuer les divisions à droite, notamment entre ceux qui souhaitent se rapprocher du Front national comme Charles Pasqua, et ceux qui refusent, comme Raymond Barre ou Jacques Chirac.

### Déclin du Parti communiste français
À partir de 1979, le Parti communiste français perd de plus en plus de terrain sur le Parti socialiste à gauche. L'invasion de l'Afghanistan par l'Union soviétique en décembre 1979 est très mal défendue par Georges Marchais lors de sa conférence de presse à Moscou le 11 janvier 1980, alors qu'il voulait sceller la fin de l'inimitié avec Léonid Brejnev pas plus que dix jours plus tard à Cartes sur table,. Lorsque François Mitterrand est élu en 1981, aucun communiste n'est intégré au premier gouvernement socialiste. Il attendit les élections législatives pour mesurer le rapport de force. Ayant obtenu la majorité absolue à l'Assemblée nationale, il accepte que quatre ministres, dont le no 2 du parti Charles Fiterman, entrent au gouvernement. Aucun d'eux n'occupent de poste régalien, contrairement à ce qu'il s'est passé après la Libération.
Le 24 juin 1981, François Mitterrand confirme au vice-président américain George H. W. Bush qu'il souhaite affaiblir le Parti communiste français, chose qu'il révélera également au no 2 du parti Charles Fiterman par la suite. Le PCF soutient le gouvernement jusqu'en juillet 1984, y compris lorsque le gouvernement a proposé la loi d'amnistie en octobre 1982 pour réintégrer les généraux putschistes de 1961, et lorsque Jacques Delors annonça les deux plans du tournant de la rigueur le 13 juin 1982 et le 23 mars 1983. Lors des européennes de 1984, le PCF atteint un niveau historiquement bas, le Front national faisant jeu égal avec lui avec moins de 10 % des voix. Le résultat des législatives de 1986 constitue un trompe l'œil pour le Parti communiste français, qui mena campagne seul et qui obtient à peu près le même nombre de députés qu'en 1981.
À partir de l'automne 1984, le Parti communiste français est tiraillé en interne, du fait de l'émergence des « réformateurs » qui souhaitent moderniser le parti, et qui critiquent sa gestion depuis la fin des années 1960. Georges Marchais s'oppose aux réformateurs, rappelant à plusieurs reprises que le parti a abandonné l'idée de la lutte des classes. En 1985, le meneur des réformateurs Pierre Juquin est écarté du bureau politique du parti, puis exclu du parti le 13 octobre 1987.

### Crise en Nouvelle-Calédonie
Le 18 novembre 1984, des incidents violents éclatent en Nouvelle-Calédonie. Les indépendantistes kanaks s'en prennent à des caldoches qui répliquent, entraînant trois morts dont deux kanaks. L'ancien commissaire européen Edgard Pisani fut dépêché en urgence pour tenter de trouver une issue au conflit. Le 6 décembre, des indépendantistes tombent dans une embuscade alors que les négociations n'ont pas encore commencé.
En janvier 1985, un jeune européen est assassiné. Les caldoches se révoltent, ce qui rend la situation dans l'île très critique, au point que François Mitterrand est interrogé le 16. Malgré sa visite sur l'île, la tension ne diminue pas, et ce au gré des tentatives de dialogue avec Edgard Pisani. L'arrivée de Jacques Chirac à Matignon rend la situation plus difficile, notamment à cause de la proximité des caldoches avec le RPR.
Un plan dit d'« indépendance-association » proposé par Edgard Pisani est rejeté par les caldoches, qui renforcent leur prépondérance sur l'île lors des élections régionales en septembre 1985. Deux ans plus tard, un référendum d’autodétermination est rejeté par 98,30 % des suffrages, avec néanmoins une abstention de 40 %, principalement chez les kanaks. L'annonce d'élections le 27 janvier 1988 n'arrange rien, les caldoches proches du RPR considérant cette annonce comme un pied de nez du gouvernement.

## Modalités du scrutin
Lors de l’élection présidentielle de 1988, le président de la République est élu au suffrage universel direct pour un mandat de sept ans. Si aucun candidat ne recueille la majorité absolue des suffrages exprimés au premier tour de scrutin, un second tour a lieu quatorze jours plus tard : seuls peuvent alors se présenter les deux candidats arrivés en tête au premier tour après retrait éventuel de candidats mieux placés. L’élection présidentielle se tient les 24 avril (premier tour) et 8 mai (second tour) 1988.
Chaque candidat doit satisfaire plusieurs conditions :
- être de nationalité française et ne pas être privé de ses droits civiques concernant l'éligibilité ;
- avoir au minimum 23 ans ;
- être inscrit sur une liste électorale ;
- recueillir 500 « parrainages » de parlementaires ou d'élus locaux : ces parrainages doivent provenir d'au moins trente départements ou collectivités d'outre-mer différents et pas plus d'un dixième des élus signataires ne doit provenir du même département ou de la même collectivité d'outre-mer.

La Constitution prévoit que :
- en cas d'empêchement ou décès dans la dernière semaine de dépôt des candidatures d'une personne qui a annoncé son intention d'être candidate, le Conseil constitutionnel peut reporter l'élection ;
- en cas d'empêchement ou décès d'un candidat avant le premier tour, l'élection est reportée ;
- en cas d'empêchement ou décès d'un candidat qualifié pour le second tour, il est procédé de nouveau à l'ensemble des opérations électorales.

Le Conseil constitutionnel est, selon l'article 58 de la Constitution, garant de la régularité de l'élection, de l'examen des réclamations et de la proclamation des résultats.

## Déroulement
Les dates du scrutin ont été fixées lors d'un Conseil des ministres, le 7 février 1988. Le scrutin est organisé selon les règles fixées par le décret de convocation des électeurs, et se déroule aux dates suivantes :
- dimanche 24 avril : premier tour de 8 h à 20 h
- dimanche 8 mai : second tour de 8 h à 20 h

### Premier tour
Le 24 avril, au cours d'une conférence de presse commune à l'Hôtel de Matignon, Raymond Barre annonce son ralliement à la candidature de 
Jacques Chirac.
De nombreux bulletins de vote ne furent pas comptabilisés par le Conseil constitutionnel dans sa proclamation des résultats officiels, en raison de certaines irrégularités. Les bureaux de vote concernés sont : Bar-sur-Aube (1 bureau de vote), Troyes (2e bureau), Calais (26e et 27e bureaux), plusieurs communes du Val-de-Marne : Fontenay-sous-Bois (23e bureau), Gentilly (11e bureau), Vitry-sur-Seine (10e et 37e bureaux), et Lamentin (Guadeloupe). Certains bureaux de vote en Nouvelle-Calédonie n'ont pas pu ouvrir.

### Débat télévisé
Le débat d'entre-deux-tours eut lieu le 28 avril. Il fut animé par Elie Vannier et Michèle Cotta et fut extrêmement tendu,. Malgré sa préparation, Jacques Chirac ne parvint pas à l'emporter face à François Mitterrand, un sondage indiquant que 33 % des téléspectateurs ont été convaincus par sa prestation, contre 42 % à son contradicteur ; une autre enquête, publiée par l'Institut CSA, montre que François Mitterrand a été jugé plus convaincant par 32 %, contre 24 %. Cherchant à se mettre sur un pied d'égalité avec François Mitterrand [réf. nécessaire], le Premier ministre suggéra que les deux adversaires n'étaient que « deux candidats se présentant au jugement des Français », mais il se heurta à la réponse du Président, qui de plus l'appellera « Monsieur le Premier ministre » durant tout le débat,. François Mitterrand se permettra même de réutiliser la formule « vous n'avez pas le monopole du cœur ». Dès le départ, le président sortant cherche à s'affirmer comme le seul garant de l'unité nationale, et sa tactique de mise à distance vis-à-vis de Jacques Chirac met ce dernier en porte-à-faux. Lorsqu'il évoque la loi Pasqua, François Mitterrand parvient à le prendre à défaut. Interloqué, il répond « monsieur le Président ». Étant toujours sur la défensive, Chirac ne prit jamais l'avantage dans le débat. L'échange sur l'affaire Gordji fut très tendu,.
Un certain nombre de conditions furent posées par les deux candidats pour participer au débat. François Mitterrand demanda notamment à ce que le plateau fut exactement de la taille de la grande table dans le salon Murat pour le Conseil des ministres,. Le choix de la couleur du décor fut également âprement discuté. Jusqu'au dernier moment, les équipes des deux candidats inspectent le plateau. In extremis, Serge Moati fait changer le siège de François Mitterrand, qui d'après lui le ferait apparaître comme « tassé » à la télévision.
François Mitterrand a refusé la présence de Patrick Poivre d'Arvor et de Catherine Nay, tandis que Jacques Chirac a refusé celle d'Alain Duhamel et d'Anne Sinclair. Michèle Cotta fut nommée par François Mitterrand à la tête de la Haute autorité de la communication audiovisuelle, qui la dirigea jusqu'à la dissolution de l'institut en 1986.

### Campagne du second tour
Une entrevue fut organisée par le général Pierre de Bénouville entre Jacques Chirac et Jean-Marie Le Pen, mais ne déboucha pas sur un soutien concret du candidat FN à Jacques Chirac. À la fin de la campagne du second tour, Jacques Chirac parvint à faire libérer les derniers otages au Liban, pensant ainsi marquer des points et rattraper son retard. Néanmoins, quasiment au même moment, la prise d'otages d'Ouvéa se termina de façon tragique lorsque la gendarmerie, sous l'égide du Groupe d'intervention de la Gendarmerie nationale, tenta une opération pour libérer les otages au cours de laquelle 20 personnes furent tuées,.
Lors du défilé du 1er mai du Front national, Jean-Marie Le Pen déclare qu'aucune voix ne devait aller en faveur de François Mitterrand, mais refusa de choisir entre Mitterrand le candidat du « pire » et Chirac le candidat du « mal »,. Le 6 mai, une manifestation eut lieu pour « la défense de la Ve République » sur la place de la Concorde, le jour même des meetings de Jacques Chirac et de François Mitterrand,.

### Second tour
Le 8 mai, Raymond Barre annonce qu'il ne mènera pas une opposition systématique à la politique de François Mitterrand et qu'il était prêt à travailler avec lui sur certains dossiers,. De son côté, Jacques Chirac concède sa défaite et annonce implicitement qu'il compte préparer au plus vite la campagne pour les élections législatives. Quant à Jean-Marie Le Pen, il critiqua la stratégie de Jacques Chirac pendant la campagne, notamment sur la stratégie de second tour.
De nombreux bulletins de vote n'ont pas été comptabilisés par le Conseil constitutionnel dans sa proclamation des résultats officiels, en raison de certaines irrégularités. Les bureaux de vote concernés sont : Quimperlé (Finistère) (1 bureau de vote), Tarare (Rhône) (1 bureau de vote), Loudéac (Côtes-du-Nord) (du 1er au 5e bureau), Montreuil (Seine-Saint-Denis) (35e bureau), Villejuif (Val-de-Marne) (27e bureau). Six bureaux de vote n'ont pas pu ouvrir en Nouvelle-Calédonie.

## Campagne des principaux candidats

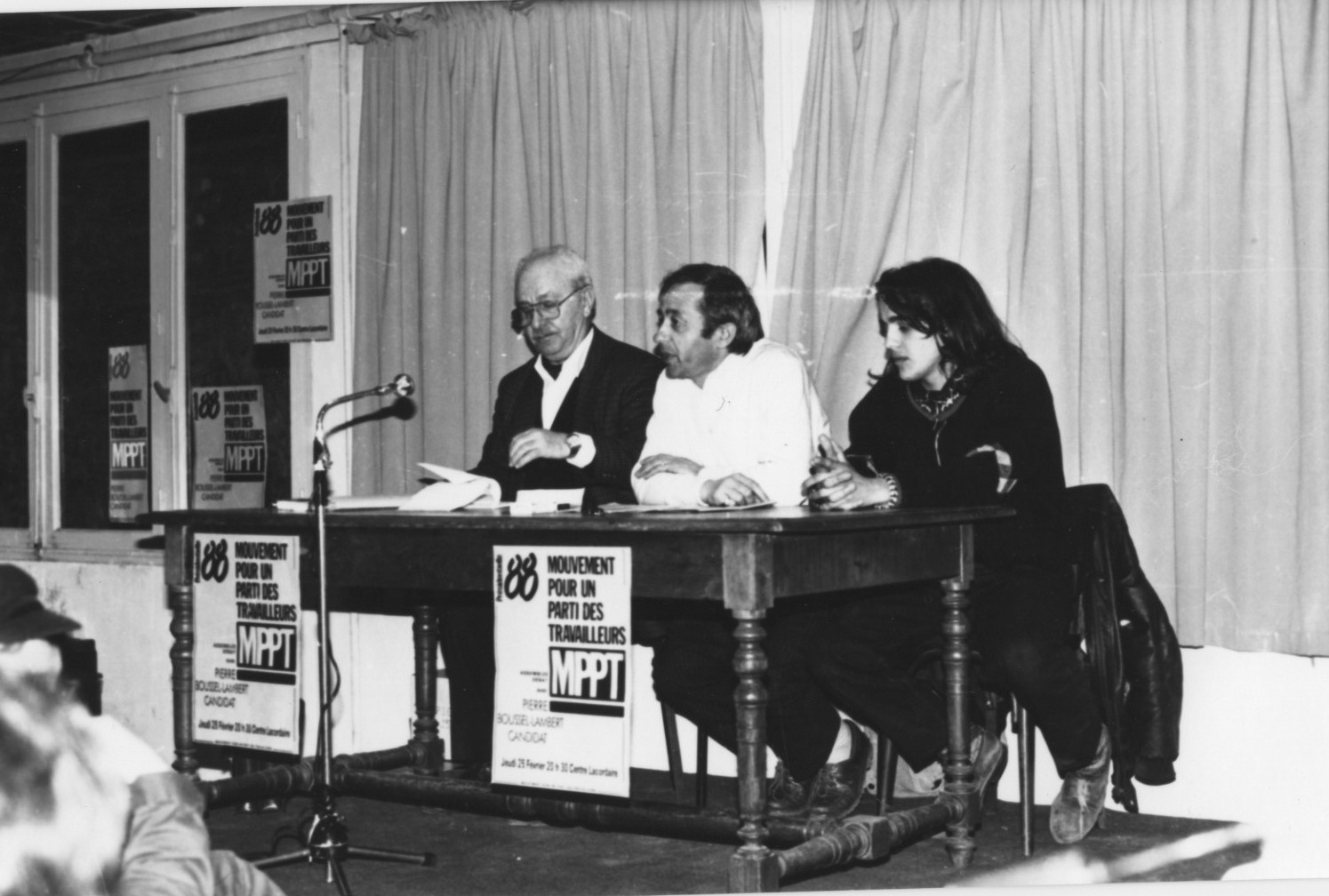
Pierre Lambert en meeting à Montpellier en février 1988.

### François Mitterrand
Lorsque la Première cohabitation démarre en mars 1986, François Mitterrand ignore encore s'il va se représenter devant les électeurs une quatrième fois. Son cancer de la prostate, dont il doit supporter le poids depuis le 16 novembre 1981, s'est miraculeusement stabilisé, au point que le président se croit définitivement guéri,.
Lors du congrès de Lille en avril 1987, le PS prépare le terrain et les militants pour une nouvelle candidature. Le 23 juillet 1987, interrogé par le politologue Olivier Duhamel sur une éventuelle candidature, François Mitterrand lui répond : « Si je me présente, je serai réélu ».
En septembre 1987, François Mitterrand demande à Jacques Séguéla de préparer la campagne avec le slogan Génération Mitterrand, chose qui avait commencé au cours d'une réunion chez le président à sa résidence de Latche le 11 juillet précédent,,. Celui-ci lui recommanda d'ailleurs de concentrer ses efforts contre Jacques Chirac. Le 16 novembre 1987 au Club de la presse d'Europe 1, le premier secrétaire Lionel Jospin affirme qu'« une candidature de François Mitterrand aurait la priorité sur toute autre ». François Mitterrand espérait surtout contrer Michel Rocard qui était bien placé dans les sondages d'opinion face à Jacques Chirac, bien que ce semblant de compétition fût d'ordre purement tactique,. Dix jours après la déclaration de Lionel Jospin, une association « Avec François Mitterrand » regroupant artistes, journalistes et intellectuels est fondée par Paul Quilès et Maurice Benassayag, coordonnée par Jack Lang,. Le 1er décembre 1987, dans l’article « Ils soutiennent Mitterrand » publié dans le magazine Globe, plusieurs personnalités affichent leur soutien à François Mitterrand : des personnalités proches de la gauche, comme Pierre Bergé, Barbara, Pierre Arditi, ou plus surprenant, Dominique Jamet, l'ancien rédacteur en chef du Quotidien de Paris qui avait été licencié du journal en 1981. Une semaine plus tard, Renaud publie une tribune dans le quotidien Le Matin avec pour titre « Tonton, laisse pas béton ». Après lui, Gérard Depardieu écrit dans Le Parisien « Mitterrand ou jamais », ou encore « Ça y est, je vais voter pour la première fois ». Entre-temps, 350 maires et conseillers généraux signent une pétition sous le titre « Pour nous, c'est lui ».
Le 28 septembre 1987, les premières affiches de campagne sont placardées. En tout, 7 500 grandes affiches sont diffusées dans toute la France pour promouvoir la candidature de François Mitterrand, hypothétique encore à cette date. Quelques jours plus tard, il se confiait sur ses intentions à son ami Maurice Faure, au retour d'un voyage. Dès le mois de novembre, il réunit ses principaux fidèles pour mettre en forme sa campagne. Jean-Louis Bianco fut notamment chargé d'établir le lien avec certaines personnalités centristes, notamment Jacques Barrot ou Pierre Méhaignerie. À partir de janvier 1988, sa candidature devient de plus en plus probable à la suite d'une interview de Michel Rocard à la radio. Ce dernier avait appris que François Mitterrand allait se présenter le mois précédent,. Le président annonce tardivement sa candidature même si le secret est éventé, Daniel Bilalian, le 20 mars, parle « d'un suspense qui n'en n'est plus vraiment un ». Finalement, le président annonce sa candidature à l'élection présidentielle le 22 mars 1988, grâce à une communication et une stratégie de campagne parfaitement rodées, malgré quelques couacs,. Sa déclaration de candidature est précipitée, d'un jour seulement. Au départ, Gérard Colé souhaitait qu'il annonce sa candidature à 7 sur 7. François Mitterrand apprécie Anne Sinclair et TF1 offrirait une plus grande audience à la déclaration de candidature de Mitterrand. Le souci est qu'Alain Juppé était invité le soir où Colé voulait caser l'entretien de Mitterrand avec Anne Sinclair dans un 7 sur 7 spécial, de l'émission Questions à domicile. De plus, Colé demande à Anne Sinclair d'écarter Jean-Marie Colombani, sans savoir que le rédacteur en chef du journal Le Monde a accordé un entretien à François Mitterrand. À cette occasion, il s'est réconcilié avec le journaliste, dont le journal avait révélé le scandale du Rainbow Warrior. François Mitterrand prend les choses en main le 22 au matin. Le journal de 20 heures d'Antenne 2 est finalement privilégié. Comme en 1981, Pierre Bérégovoy est son directeur de campagne, tandis qu'Henri Nallet en est le trésorier. Il reçoit le soutien de nombreux artistes, notamment Barbara, Daniel Auteuil, Catherine Lara, Charles Trenet, France Gall, Michel Berger, Claude Brasseur, Isabelle Huppert, Sandrine Bonnaire, Gérard Depardieu et Renaud, ainsi que de sportifs comme Dominique Rocheteau et d'intellectuels comme Marguerite Duras ou l'écrivain Claude Simon.
Le 7 avril 1988, sa Lettre à tous les Français est diffusée dans de nombreux journaux, comme Le Figaro ou Libération, tirée à 2 millions d'exemplaires,. Cette lettre servit de programme de campagne, qui se fit sur le slogan de la « France unie »,. Le slogan fait de lui un candidat à part, comme entré dans l'Histoire. Le programme de campagne, organisé par Pierre Bérégovoy, Pierre Joxe et Louis Mermaz, limite au maximum la présence médiatique de François Mitterrand. Quatre grands meetings sont organisés en avril, le 8 à Rennes où il développa le thème de la « France unie » et où Barbara chanta L'Homme à la rose, le 15 à Lyon, le 19 à Montpellier où il fit applaudir chaleureusement Michel Rocard, et le 22 au Bourget,. Ses interventions à la télévision sont rares, Questions à domicile le 31 mars et deux émissions de radio programmées jusqu'au 24 avril,,. L'affaire du Carrefour du développement fut dévoilée durant la campagne, mais elle n'a pas eu beaucoup d'impact sur celle du président sortant.
À quelques jours du premier tour, la situation en Nouvelle-Calédonie se dégrade à nouveau, avec 4 gendarmes assassinés sur l'île d'Ouvéa et 27 personnes prises en otage par les indépendantistes kanaks.
Comme prévu par son équipe de campagne et son ami Charles Salzmann, François Mitterrand arrive largement en tête le 24 avril avec 34,1 % des suffrages exprimés,.
Pour la campagne du second tour, trois meetings sont organisés, à Lille le 29 avril, à Strasbourg le 2 mai, et à Toulouse le 6. Son slogan du premier tour est amélioré, devenant « La France unie est en marche ». Lors du débat télévisé, il parvient à maîtriser l'agressivité de Jacques Chirac, notamment en l'appelant « monsieur le Premier ministre » durant toute l'émission et en lui tenant tête sur l'affaire Gordji. Par ailleurs, il avait déclaré à Jean-Pierre Elkabbach, à propos de son Premier ministre le 8 décembre 1986 : « Je dirais simplement qu'il a beaucoup de qualités et je souhaiterais que ces qualités fussent appliquées exactement au bon endroit et au bon moment. » Considéré comme le perdant du débat, Jacques Chirac fait tout pour rattraper son retard dans les sondages, notamment en accélérant la procédure pour tenter de libérer les otages d'Ouvéa et les derniers otages au Liban,.
Au soir du second tour, François Mitterrand est réélu avec 54,02 % des suffrages exprimés.

### Jacques Chirac
Le 16 janvier 1988 depuis l'Hôtel de Matignon, Jacques Chirac annonce sa candidature à l'élection présidentielle,. Il avait un temps envisagé d'attendre l'annonce de François Mitterrand pour se déclarer, mais change de stratégie en raison de son retard dans les sondages face à François Mitterrand et Raymond Barre. Ce dernier, soutenu par l'UDF, n'hésite pas à critiquer le Premier ministre, dont il fait pourtant partie de la majorité. Son attitude agressive durant la cohabitation lui coûte, de l'avis de spécialistes, des points dans les enquêtes d'opinion, tout comme certains couacs de communication dès le début de sa campagne (notamment l'intervention hasardeuse d'Albin Chalandon).
Jacques Chirac fait de Charles Pasqua son directeur de campagne et d'Alain Juppé son porte-parole, le siège de campagne se trouvant rue de Babylone à Paris. Il met en avant de nouveaux visages, comme Nicolas Sarkozy, Jacques Toubon, Philippe Séguin ou Michèle Alliot-Marie, qui organisaient de nombreuses réunions publiques ainsi que ses meetings en relation avec Charles Pasqua. Sa fille Claude Chirac est chargée de sa communication de campagne.
Bien que handicapé par sa position de candidat sortant, il bénéficie d'une certaine légitimité à droite du fait de sa fonction de chef du gouvernement, ainsi que du soutien actif du RPR, qui a d'importantes ressources financières et militantes. Un sondage publié par la Sofres en mars 1988 montre que son image auprès de l'opinion est assez mitigée et il reste affaibli par l'affaire Malik Oussekine qui a conduit au retrait du projet de réforme universitaire Devaquet. Si 38 % des personnes interrogées le trouvent courageux, 30 % seulement le trouvent compétent et 29 % moderne. Pire, 26 % le jugent trop agressif, et seuls 21 % des Français interrogés le jugent apte à remplir les fonctions de Président. Il tente d'apparaître plus décontracté et affiche comme à son habitude une grande vitalité : il enchaîne les réunions publiques, ce qui lui permet de rattraper et dépasser Raymond Barre dans les sondages, mais pas le président sortant.
Le 20 mars 1988, son équipe de campagne organise un grand rassemblement électoral avec 30 000 personnes à l'hippodrome de Vincennes au cours duquel il raille l'absence de candidature socialiste officiellement déclarée. Il reçoit le soutien de Johnny Hallyday, qui est présent et chante lors du meeting à Vincennes.
Le soir du premier tour, il arrive en deuxième position avec 19,94 % des suffrages exprimés. Ce faible score s'explique notamment par sa popularité assez moyenne, mais également par une surexposition médiatique. L'écart avec François Mitterrand est pratiquement impossible à remonter, malgré le ralliement de Raymond Barre, comme l'avait analysé Édouard Balladur durant la précampagne. Malgré sa prestation médiocre et la libération des otages au Liban et en Nouvelle-Calédonie, il ne parvient pas à remonter son retard dans les sondages. Serge Berstein et Pierre Milza analysent qu'en raison de sa « fiévreuse ambition qui ne recule devant rien », sa tentative de faire ces coups d'éclats pendant la campagne du second tour lui a peu rapporté. Durant la campagne du second tour, une entrevue est organisée par le général Pierre de Bénouville avec Jean-Marie Le Pen, en présence de Charles Pasqua et Édouard Balladur. Néanmoins, cette rencontre ne permet pas d'aboutir au soutien du candidat FN qui ne donnera pas de consigne de vote en sa faveur.
Le soir du second tour, il est battu par François Mitterrand, recueillant seulement 45,98 % des suffrages exprimés.

### Raymond Barre
À partir de 1985, l'ancien Premier ministre envisage de plus en plus une candidature. Son refus de la cohabitation comme sa volonté d'indépendance vis-à-vis des partis contribue à renforcer sa popularité, au point même de parler d'incohérence institutionnelle,. Du côte de l'UDF dont il est proche depuis 1978, certains appuient l'hypothèse de sa candidature, notamment le CDS. Néanmoins, dès novembre 1982, Valéry Giscard d'Estaing se rapprocha de Jacques Chirac. Durant le premier septennat, il figura toujours parmi les personnalités les plus appréciées dans les sondages d'opinion. En mai 1983, Alain Duhamel faisait l'analyse suivante sur l'ancien Premier ministre : « Au-delà des explications politiques, on peut vérifier que même ses adversaires ont souvent de la considération pour Raymond Barre. Une nette majorité de Français le juge, en effet, capable de redresser l'économie de la France, de renforcer l'autorité de l'État, d'accroître le rôle de la France dans le monde et d'assurer la sécurité des citoyens. Cela fait beaucoup, surtout sur des sujets aussi difficiles. » À partir de 1986, certaines enquêtes d'opinion le placent au second tour de la présidentielle et le voient potentiellement comme vainqueur face à François Mitterrand. Le 29 avril 1984 sur Europe 1, il évoque pour la première fois la possibilité d'une candidature.
Le 11 février 1987, Valéry Giscard d'Estaing annonce qu'il renonce à concourir à l'élection présidentielle au journal de 20 heures sur Antenne 2. Au cours de l'été 1987, l'ancien Premier ministre est de plus en plus talonné dans les sondages par Jacques Chirac tandis que François Mitterrand est toujours placé en tête. Certains parmi ses proches l'incitent à présenter rapidement sa candidature.
Il déclare sa candidature le 8 février 1988 depuis le Centre de congrès de Lyon,. Cette déclaration fut jugée trop courte, voire froide dans la presse nationale,. Il nomme son ancien chef de cabinet et député de la Vendée Philippe Mestre comme directeur de campagne, avec la double fonction de porte-parole. Il reçoit le soutien de l'UDF cinq jours après sa déclaration de candidature,. Il bénéficie du soutien de Jean-Claude Casanova, le directeur de la revue Commentaire.
L'ancien Premier ministre essaie de développer une certaine proximité avec les électeurs, notamment à travers ses meetings où il essaie de faire preuve de répartie et d'humour notamment avec la phrase « Bonne nuit les petits » inspirée du dessin animé du même nom, pour contraster la vision d'homme de rigueur qui s'est développée à Matignon à partir de septembre 1976. Malheureusement pour lui, son slogan de campagne et quelques couacs de communication font baisser les intentions de vote en faveur du député du Rhône qui ne repassera pas devant Jacques Chirac dans les sondages après janvier 1988,. Charles Millon fut le coordinateur de la campagne au niveau national. Il dut également affronter une polémique sur la prétendue appartenance de sa femme au Parti communiste hongrois, alors même que celle-ci avait quitté le pays très tôt après la guerre.
Il souhaite mener une campagne sobre, telle qu'il l'avait imaginée le 24 janvier 1986 : « Je ne crois pas qu’il faille se donner pour règle de chercher à séduire les Français.  Si  je  les  convaincs,  tant  mieux.  Si  je  ne  les  convaincs  pas,  tant  pis  !  Je  ne  dis  pas  tant  pis  pour  eux,  mais tant pis pour moi. Mais je ne ferai rien de ces gesticulations ridicules  par  lesquelles,  avec  les  conseillers  en  communication,  on s’efforce de plaire. » Il axe principalement sa campagne sur la réduction des déficits, un recentrage de la politique étrangère et la mise en place d'une politique de formation efficace pour former notamment les jeunes arrivant sur le marché du travail. Néanmoins, sa stratégie de campagne ne permet pas d'être suffisamment réceptif auprès des électeurs centristes, et certains se reportent sur François Mitterrand, qui fit tout pour affronter Jacques Chirac au second tour,.
Parmi les soutiens de Raymond Barre, on compte notamment Valéry Giscard d'Estaing (même si en secret, il va tout faire pour contrer cette tentative de candidature et refusa de favoriser un des deux candidats de droite,) et Alain Delon, l'acteur comparant l'ancien Premier ministre au général de Gaulle dans un clip de campagne,. Delon participa d'ailleurs à son meeting à Marseille,. Il a également reçu le soutien de la jeune garde centriste du CDS et du Parti républicain, comme Jacques Barrot, Bernard Stasi, Bernard Bosson, Edmond Alphandéry, le président du groupe UDF Jean-Claude Gaudin, Charles Millon, François d'Aubert ou Pascal Clément. Plusieurs personnalités, comme le président du CNPF Yvon Gattaz et Hélène Carrère d'Encausse, ainsi que l'ancien gaulliste Jean Charbonnel, lui apportent leur soutien.
Au soir du premier tour, Raymond Barre arrive troisième avec 16,55 % des suffrages exprimés (un score à peine plus élevé que Jean Lecanuet en 1965).

### Jean-Marie Le Pen
Au cours de l'année 1987, Jean-Marie Le Pen tente d'adoucir son image auprès de l'opinion, parvient à rencontrer Ronald Reagan ainsi qu'à participer au Congrès juif mondial.
Il déclare officiellement sa candidature le 26 avril 1987,. Pendant plus d'un mois durant l'été, il réalise une « tournée des plages » qui le mène d'Ajaccio à Dunkerque. Néanmoins, son image modérée s'effrite après ses déclarations controversées au sujet de la Shoah et des chambres à gaz lors de la Seconde Guerre mondiale sur RTL le 13 septembre 1987,,.
Son programme est assez différent des autres principaux candidats. Il met l'accent sur la sécurité, qu'il considère comme le droit premier du citoyen. Ses attaques portent principalement sur François Mitterrand, même si celles portées contre Jacques Chirac sont relativement importantes. Son équipe de campagne organise de nombreux meetings et rassemblements, et parvient notamment à réunir plus de 18 000 personnes lors d'un meeting au Stade Vélodrome à Marseille le 17 avril 1988.
Avec 14,39 % des suffrages exprimés au soir du premier tour, bien qu'il ne fut crédité que de 10 à 12 % d'intentions de vote dans les sondages, son score symbolise la percée de l'extrême-droite en France dans les années 1980,.

### André Lajoinie
Georges Marchais annonce à la télévision le 14 janvier 1987 lors du Journal de 20 heures que le député de l'Allier sera probablement candidat lors de l'élection présidentielle. Dès le printemps 1986, le secrétaire général du parti avait annoncé son refus de se présenter une seconde fois. Le comité central du parti approuve la candidature du candidat le 20 mai 1987, alors que les sondages sont peu favorables.
Au cours de la campagne, André Lajoinie défend les thèmes traditionnels du parti, comme la défense de la classe ouvrière et la lutte contre le capitalisme mais sa campagne ne décollera jamais. De plus, il fut victime de sa mauvaise prestation lors d'un débat contre Jean-Marie Le Pen le 21 septembre 1987 et les sondages les plus optimistes ne le créditaient que de 7 % en toute fin de campagne. En interne, les tensions deviennent de plus en plus fortes entre l'appareil du parti et les « rénovateurs ». Le 13 octobre 1987, Pierre Juquin, qui avait démissionné en juin pour protester contre la candidature Lajoinie, est exclu du parti. De plus, le « rénovateur » reçoit le soutien de Marcel Rigout, l'un des quatre ministres communistes de 1981. Son slogan de campagne fut « Pas question de se laisser faire ». La campagne du candidat communiste fut en partie financée par l'Union soviétique, le parti ayant reçu un million de dollars.
Au soir du premier tour, André Lajoinie n'obtient que 6,76 % des suffrages et réalise le plus mauvais score réalisé par le Parti communiste français depuis les législatives de 1924 (à l'époque, le parti avait obtenu 5,15 % des suffrages), perdant 9 points par rapport à Georges Marchais en 1981.

## Faits de campagne
Le 21 janvier 1988, cinq jours après la déclaration de candidature de Jacques Chirac, le ministre de la Justice Albin Chalandon se livre à une comparaison hasardeuse, voire désastreuse, de François Mitterrand, en considérant que les relations qu'entretient le président avec les Français sont semblables à celles entretenues par le maréchal Pétain avec les Français durant le régime de Vichy.

## Sondages
Entre janvier et mai 1988, 153 sondages ont été réalisés, soit 42 de plus qu'en 1981.

### Sondages concernant le premier tour
| Pour des raisons techniques, il est temporairement impossible d'afficher le graphique qui aurait dû être présenté ici. |
| Évolution des intentions de vote                                                                                       |

| Sondeur      | Date                     | Échantillon | Arlette Laguiller      | André Lajoinie       | Pierre Juquin       | François Mitterrand      | Michel Rocard      | Antoine Waechter      | Raymond Barre       | Valéry Giscard d'Estaing       | François Léotard       | Jacques Chirac       | Jean-Marie Le Pen      |
| Sondeur      | Date                     | Échantillon | Arlette Laguiller (LO) | André Lajoinie (PCF) | Pierre Juquin (DVG) | François Mitterrand (PS) | Michel Rocard (PS) | Antoine Waechter (LV) | Raymond Barre (UDF) | Valéry Giscard d'Estaing (UDF) | François Léotard (UDF) | Jacques Chirac (RPR) | Jean-Marie Le Pen (FN) |
| ------------ | ------------------------ | ----------- | ---------------------- | -------------------- | ------------------- | ------------------------ | ------------------ | --------------------- | ------------------- | ------------------------------ | ---------------------- | -------------------- | ---------------------- |
| Sondeur      | Date                     | Échantillon |                        |                      |                     |                          |                    |                       |                     |                                |                        |                      |                        |
| Sofres       | du 20 au 21 avril 1988   | –           | 1,5 %                  | 7 %                  | 2 %                 | 35 %                     | –                  | 2,5 %                 | 16,5 %              | –                              | –                      | 23,5 %               | 12 %                   |
| Sofres       | du 8 au 9 avril 1988     | –           | 1 %                    | 7 %                  | 2 %                 | 36 %                     | –                  | 2,5 %                 | 17 %                | –                              | –                      | 23,5 %               | 11 %                   |
| Sofres       | du 1er au 2 avril 1988   | –           | 1 %                    | 6 %                  | 3 %                 | 37 %                     | –                  | 2,5 %                 | 15 %                | –                              | –                      | 24 %                 | 11,5 %                 |
| Sofres       | du 1er au 3 mars 1988    | –           | 1 %                    | 5,5 %                | 2 %                 | 38 %                     | –                  | 2 %                   | 20 %                | –                              | –                      | 21,5 %               | 10 %                   |
| Ipsos        | du 15 au 19 février 1988 | 1 900       | 1 %                    | 6,5 %                | 2,5 %               | 35,5 %                   | –                  | 1,5 %                 | 19 %                | –                              | –                      | 23 %                 | 11 %                   |
| Ipsos        | du 1er au 4 février 1988 | 1 898       | 1 %                    | 5,5 %                | 3 %                 | 36 %                     | –                  | 1,5 %                 | 19 %                | –                              | –                      | 23 %                 | 11 %                   |
| Sofres       | du 1er au 3 février 1988 | –           | 0,5 %                  | 4,5 %                | 2 %                 | 39 %                     | –                  | 1 %                   | 21 %                | –                              | –                      | 22 %                 | 10 %                   |
| Ipsos        | du 20 au 26 janvier 1988 | 1 500       | 1 %                    | 4 %                  | 2 %                 | 41,5 %                   | –                  | 3 %                   | 19 %                | –                              | –                      | 21,5 %               | 10 %                   |
| Ipsos        | du 11 au 20 janvier 1988 | 3 000       | 1 %                    | 4 %                  | 2 %                 | 37 %                     | –                  | 3 %                   | 21 %                | –                              | –                      | 21 %                 | 11 %                   |
| Sofres       | du 8 au 12 janvier 1988  | –           | 1 %                    | 5 %                  | 2 %                 | 40 %                     | –                  | 0,5 %                 | 23 %                | –                              | –                      | 19,5 %               | 9 %                    |
| Sofres       | du 4 au 8 décembre 1987  | –           | 1,5 %                  | 4,5 %                | 2 %                 | 38 %                     | –                  | 1 %                   | 24 %                | –                              | –                      | 19 %                 | 10 %                   |
| Sofres       | du 7 au 12 novembre 1987 | –           | 2 %                    | 4 %                  | 3 %                 | 38 %                     | –                  | 0,5 %                 | 24,5 %              | –                              | –                      | 18 %                 | 10 %                   |
| Louis Harris | du 21 au 25 octobre 1987 | –           | –                      | –                    | –                   | 39 %                     | –                  | –                     | 20 %                | –                              | –                      | 21 %                 | 11 %                   |
| Louis Harris | du 21 au 25 octobre 1987 | –           | –                      | –                    | –                   | 33 %                     | 9 %                | –                     | 20 %                | –                              | –                      | 20 %                 | 9 %                    |
| Louis Harris | du 21 au 25 octobre 1987 | –           | –                      | –                    | –                   | –                        | 31 %               | –                     | 23 %                | –                              | –                      | 24 %                 | 11 %                   |
| Ipsos        | du 18 au 22 août 1986    | 934         | –                      | 4 %                  | –                   | 27 %                     | 17 %               | –                     | 15 %                | 9 %                            | 7 %                    | 14 %                 | 7 %                    |
| Ipsos        | du 18 au 22 août 1986    | 934         | –                      | 6 %                  | –                   | –                        | 33 %               | –                     | 23 %                | –                              | 12 %                   | 18 %                 | 8 %                    |
| Ipsos        | du 18 au 22 août 1986    | 934         | –                      | 4 %                  | –                   | 39 %                     | –                  | –                     | 22 %                | –                              | 9 %                    | 18 %                 | 8 %                    |
| Ipsos        | du 18 au 22 août 1986    | 934         | –                      | 6 %                  | –                   | –                        | 36 %               | –                     | 27 %                | –                              | –                      | 23 %                 | 8 %                    |
| Ipsos        | du 20 au 25 juin 1986    | 1 000       | 1 %                    | 3 %                  | –                   | 28 %                     | 16 %               | –                     | 16 %                | –                              | 7 %                    | 21 %                 | 6 %                    |
| Ipsos        | du 20 au 25 juin 1986    | 1 000       | 1 %                    | 3 %                  | –                   | 42 %                     | –                  | –                     | 20 %                | –                              | –                      | 25 %                 | 8 %                    |
| Ipsos        | du 8 au 15 février 1986  | 1 188       | –                      | 3 %                  | –                   | 28 %                     | 17 %               | –                     | 18 %                | 4 %                            | 4 %                    | 20 %                 | 6 %                    |

### Sondages concernant le second tour

#### Mitterrand - Chirac
| Sondeur | Date               | François Mitterrand | Visite du Premier Ministre Jacques CHIRAC au stand des Écrivains paysans au Parc Expositions de Paris (Salon de l'Agriculture) |
| Sondeur | Date               | François Mitterrand | Jacques Chirac |
| ------- | ------------------ | ------------------- | --- |
| Sondeur | Date               |                     | |
| Sofres  | 6 mai 1988         | 54 %                | 46 % |
| Sofres  | 4–5 mai 1988       | 55 %                | 45 % |
| Sofres  | 29 avril 1988      | 55 %                | 45 % |
| Sofres  | 26–27 avril 1988   | 56 %                | 44 % |
| Ipsos   | 24 avril 1988      | 53 %                | 47 % |
| Sofres  | 20–21 avril 1988   | 53 %                | 47 % |
| Ipsos   | 8–9 avril 1988     | 54 %                | 46 % |
| Sofres  | 8–9 avril 1988     | 54 %                | 46 % |
| Ipsos   | 5–6 avril 1988     | 52 %                | 48 % |
| Sofres  | 1–2 avril 1988     | 55 %                | 45 % |
| Ipsos   | 25–26 mars 1988    | 55 %                | 45 % |
| Ipsos   | 23–24 mars 1988    | 55 %                | 45 % |
| Ipsos   | 17–21 mars 1988    | 53 %                | 47 % |
| Ipsos   | 15–17 mars 1988    | 54 %                | 46 % |
| Sofres  | 1–3 mars 1988      | 55 %                | 45 % |
| Ipsos   | 16–19 février 1988 | 54 %                | 46 % |
| Sofres  | 1–3 février 1988   | 55 %                | 45 % |
| Ipsos   | 11–20 janvier 1988 | 57 %                | 43 % |
| Sofres  | 8–12 janvier 1988  | 57 %                | 43 % |
| Sofres  | 4–8 décembre 1987  | 55 %                | 45 % |
| Sofres  | 7–12 novembre 1987 | 56 %                | 44 % |
| Ipsos   | 11–16 mai 1987     | 56 %                | 44 % |
| Ipsos   | 18–22 août 1986    | 55 %                | 45 % |
| Ipsos   | 20–25 juin 1986    | 53 %                | 47 % |
| Ipsos   | 8–15 février 1986  | 56 %                | 44 % |

#### Mitterrand - Barre
| Sondeur | Date                        | François Mitterrand | Raymond Barre |
| Sondeur | Date                        | François Mitterrand | Raymond Barre |
| ------- | --------------------------- | ------------------- | ------------- |
| Sondeur | Date                        |                     |               |
| Ipsos   | 8–9 avril 1988              | 54 %                | 46 %          |
| Ipsos   | 5–6 avril 1988              | 54 %                | 46 %          |
| Ipsos   | 25–26 mars 1988             | 55 %                | 45 %          |
| Ipsos   | 23–24 mars 1988             | 55 %                | 45 %          |
| Ipsos   | 17–21 mars 1988             | 52 %                | 48 %          |
| Ipsos   | 15–17 mars 1988             | 54 %                | 46 %          |
| Ipsos   | 16–19 février 1988          | 53 %                | 47 %          |
| Ipsos   | 11–20 janvier 1988          | 54 %                | 46 %          |
| Sofres  | 4–8 décembre 1987           | 52 %                | 48 %          |
| Ipsos   | 14–19 novembre 1987         | 50 %                | 50 %          |
| Sofres  | 7–12 novembre 1987          | 52 %                | 48 %          |
| Ipsos   | 31 octobre–5 novembre 1987  | 53 %                | 47 %          |
| Ipsos   | 15–20 juillet 1987          | 49 %                | 51 %          |
| Ipsos   | 1er–5 juillet 1987          | 53 %                | 47 %          |
| Ipsos   | 11–16 mai 1987              | 53 %                | 47 %          |
| Ipsos   | 13–17 avril 1987            | 55 %                | 45 %          |
| Ipsos   | 31 mars–5 avril 1987        | 49 %                | 51 %          |
| Ipsos   | 13–18 mars 1987             | 49 %                | 51 %          |
| Ipsos   | 27 février–5 mars 1987      | 50 %                | 50 %          |
| Ipsos   | 13–18 février 1987          | 50 %                | 50 %          |
| Ipsos   | 30 janvier–6 février 1987   | 50,5 %              | 49,5 %        |
| Ipsos   | 15–20 janvier 1987          | 50,5 %              | 49,5 %        |
| Ipsos   | 5–10 janvier 1987           | 53 %                | 47 %          |
| Ipsos   | 13–17 décembre 1986         | 53 %                | 47 %          |
| Ipsos   | 28 novembre–4 décembre 1986 | 53 %                | 47 %          |
| Ipsos   | 18–22 août 1986             | 54 %                | 46 %          |
| Ipsos   | 20–25 juin 1986             | 53 %                | 47 %          |
| Ipsos   | 8–15 février 1986           | 53 %                | 47 %          |

## Résultats nationaux
| Candidats                | Candidats                | Partis                   | Premier tour | Premier tour | Second tour | Second tour |
| Candidats                | Candidats                | Partis                   | Voix         | %            | Voix        | %           |
| ------------------------ | ------------------------ | ------------------------ | ------------ | ------------ | ----------- | ----------- |
|                          | François Mitterrand      | PS                       | 10 367 220   | 34,10        | 16 704 279  | 54,02       |
|                          | Jacques Chirac           | RPR                      | 6 063 514    | 19,94        | 14 218 970  | 45,98       |
|                          | Raymond Barre            | UDF                      | 5 031 849    | 16,55        |             |             |
|                          | Jean-Marie Le Pen        | FN                       | 4 375 894    | 14,39        |             |             |
|                          | André Lajoinie           | PCF                      | 2 055 995    | 6,76         |             |             |
|                          | Antoine Waechter         | LV                       | 1 149 642    | 3,78         |             |             |
|                          | Pierre Juquin            | NGSEA                    | 639 084      | 2,10         |             |             |
|                          | Arlette Laguiller        | LO                       | 606 017      | 1,99         |             |             |
|                          | Pierre Boussel           | MPPT                     | 116 823      | 0,38         |             |             |
|                          |                          |                          |              |              |             |             |
| Votes valides            | Votes valides            | Votes valides            | 30 406 038   | 98,00        | 30 923 249  | 96,38       |
| Votes blancs et nuls     | Votes blancs et nuls     | Votes blancs et nuls     | 621 934      | 2,00         | 1 161 822   | 3,62        |
| Total                    | Total                    | Total                    | 31 027 972   | 100          | 32 085 071  | 100         |
| Abstention               | Abstention               | Abstention               | 7 100 535    | 18,62        | 6 083 798   | 15,94       |
| Inscrits / participation | Inscrits / participation | Inscrits / participation | 38 128 507   | 81,38        | 38 168 869  | 84,06       |

| François Mitterrand : (54,02 %) |  |  | Jacques Chirac : (45,98 %) |
| ▲                               |  |  |                            |

## Analyse
Pour le journaliste Alain Duhamel, la campagne électorale a été la plus âpre et la plus violente de l'histoire de la Cinquième République, notamment en raison du duel à distance entre Jacques Chirac et François Mitterrand.
Le résultat de cette élection était attendu, du fait de la configuration de la cohabitation, de l'impopularité croissante du gouvernement Chirac et grâce à la stratégie de campagne de François Mitterrand. 70 % des personnes interrogées par la Sofres ont jugé que le résultat de l'élection était attendu après le second tour. Certains politologues ont considéré que le vote du second tour correspondait à un vote « légitimiste » ou « régalien » (Jérôme Jaffré) en faveur de François Mitterrand alors que la France restait un pays conservateur.

Dans François Mitterrand : un dessein, un destin, Hubert Védrine dresse le constat suivant : 
«  Très bien réélu, avec 54 % des suffrages, ayant perdu 10 % de ses voix de gauche de 1981 mais en ayant gagné 15 % à droite, François Mitterrand retrouve après deux années de cohabitation la plénitude de ses fonctions. Il dit désirer « l’ouverture » au début de son second mandat. Mais il ne veut pas pour autant se soumettre aux exigences excessives des centristes, indispensables pour retrouver une majorité dans l’Assemblée élue en 1986. Il doit donc dissoudre.  »
 De son côté, Hugues Portelli explique : 
«  Ceux-ci n'ont pas perçu la nature exacte du président. Désireux d'éviter l'écueil dans lequel avait failli tomber Charles de Gaulle en 1965, en confondant, au premier tour, élection et référendum, et qui avait été fatal à Valéry Giscard d'Estaing en 1981, de trouver une démarche originale, François Mitterrand est allé au plus simple, faire une campagne de « sortant », mais à la manière d'un notable dont la circonscription serait la France entière. Ainsi, tout au long de l'année 1987, tirant profit des espaces de liberté offerts par la cohabitation, François Mitterrand sillonne la « France profonde », inaugurant ici, décorant là, distillant telle réflexion à la seule presse locale. Le jour où la campagne officielle s'ouvre, « sa » campagne de premier tour est terminée.  »

### Analyse géographique

#### Premier tour
- François Mitterrand
- Jacques Chirac

Candidat arrivé en deuxième position par département.
François Mitterrand
Jacques Chirac
Raymond Barre
Jean-Marie Le Pen

Candidat arrivé en troisième position par département.
Jacques Chirac
Raymond Barre
Jean-Marie Le Pen
André Lajoinie

Candidat arrivé en tête par département.
François Mitterrand
Jacques Chirac

Lors du premier tour, Jacques Chirac n'est arrivé en tête que dans cinq départements, dans son fief de Corrèze (où il recueille son meilleur score, avec 39 % des voix), à Paris, en Lozère ainsi qu'en Corse-du-Sud et dans le Cantal, terres électorales de la droite. De son côté, Raymond Barre n'arrive en tête dans aucun département, et ne termine second que dans une petite poignée notamment en Normandie et en Rhône-Alpes. Il réalise ses meilleurs résultats en région Rhône-Alpes et son meilleur score dans son département du Rhône avec près de 25 % des voix.
Jean-Marie Le Pen fait quant à lui une percée avec plus de 14 % des voix, arrivant en seconde position dans onze départements dont la plupart en Provence-Alpes-Côte d'Azur, ainsi qu'en Seine-Saint-Denis, dans le Val-d'Oise et en Alsace-Moselle. Le président du FN arrive en deuxième position dans trois régions, en Provence-Alpes-Côte d'Azur, Languedoc-Roussillon mais également en Alsace. Entre 1986 et 1988, près de 1 675 000 électeurs supplémentaires ont porté leurs suffrages sur le candidat du FN.
François Mitterrand parvient à remporter la quasi-totalité des départements, arrivant second seulement là où Jacques Chirac le devançait. Il n'obtint aucun score en dessous de 24 %. Quant à André Lajoinie, il ne parvint à réaliser un score de plus de 10 % que dans un nombre réduit de départements, n'arrivant troisième que dans cinq départements, ceux du Limousin, l'Ariège et son fief de l'Allier où il réalise son meilleur score avec 18,12 % des voix. Le PCF, signe de son déclin, arrive seulement quatrième, derrière Mitterrand, Le Pen et Chirac, en Seine-Saint-Denis, où il est particulièrement bien implanté. Pire, il ne dépasse pas les 10 % dans 81 départements, et même les 5 % dans 30 départements.
Antoine Waechter réalise ses meilleurs résultats en Alsace et dans les régions de montagne mais globalement, sa performance est moins bonne que celle de Brice Lalonde en 1981.
Au soir du premier tour, François Mitterrand disposait d'une marge confortable, avec 15 points de plus que Jacques Chirac, une marge qui était quasiment impossible à remonter, comme pour Alain Poher en 1969 face à Georges Pompidou.

#### Second tour
Au second tour, François Mitterrand bénéficia du report des voix de gauche grâce à l'appui d'André Lajoinie, mais également d'un bon report des voix de Raymond Barre. Il parvint à dépasser les 60 % dans 11 départements comme Georges Pompidou en 1969, avec des succès notables comme dans le Haut-Rhin où le vote fut quasiment identique à celui des Bouches-du-Rhône (50,2 % contre 50,5 %) qui était un département plus à gauche,.
Jacques Chirac n’obtient une majorité de suffrages exprimés que dans les départements ayant la pratique religieuse la plus importante et les plus ancrés à droite, ainsi que dans les grandes villes. Il réalise ses meilleurs scores dans les Alpes-Maritimes et en Nouvelle-Calédonie[réf. nécessaire] mais échoue à l'emporter dans son département de la Corrèze.

### Analyse sociologique

#### Abstention
L'abstention est de 18,62 % au premier tour et de 15,94 % au second. Ces chiffres confirment que l'élection présidentielle était celle pour laquelle les électeurs français se mobilisaient le plus,. L'abstention fut plus importante dans les villes, notamment dans le Sud-Est.
Ce sont surtout les plus jeunes qui ne se sont pas déplacés pour voter (12 % au premier tour, 10 % au second tour) d'après la Sofres, tout comme les employés, ouvriers, inactifs et retraités qui se sont moins déplacés au bureau de vote (de 10 à 13% au premier tour, de 6 à 9 % au second tour).
Du côté des électorats, ce sont surtout les écologistes qui ne se sont pas déplacés (13 % au premier tour, 12 % au second tour), tout comme les personnes non affiliées à un parti politique (17 % au premier tour, 15 % au second).

#### Premier tour
Au soir du premier tour, la droite rassemblait 50,9 % des suffrages exprimés contre 49,1 % à la gauche, en comptant les écologistes. Malgré cela, François Mitterrand était assuré d'être réélu. La droite modérée ne rassemblait que 36,5 %, marquant un recul assez net depuis les élections européennes de 1984. Quant à Jacques Chirac, il n'atteignait même pas le score des trois candidats gaullistes en 1981 qui avaient fait au total 21 % des suffrages exprimés.
L'électorat de Jean-Marie Le Pen est extrêmement divers, venant en grande partie de la droite traditionnelle mais aussi de déçus de la gauche : près de 27 % de son électorat avait voté en faveur de François Mitterrand en 1981, soit un peu plus de 600 000 électeurs. Malgré tout, le vote Le Pen reste largement un choix de vote contestataire. Pour son premier résultat élevé lors d’une élection présidentielle, le score de 1988 du président du FN est clivé selon le niveau de diplôme des électeurs, caractéristique qui se renforcera au gré des élections présidentielles suivantes, le sondeur Jérôme Fourquet relevant : « Les titulaires d’un diplôme supérieur à bac+2 semblent les plus réfractaires, quand les moins diplômés s’avèrent les plus réceptifs. Mais en 1988 les écarts sont limités puisque le score oscille entre 9 % et 16 % entre ces deux catégories ». Par ailleurs, le résultat de Jean-Marie Le Pen est quasiment identique dans tous les milieux professionnels.
Pour André Lajoinie, l'électorat est très réduit, notamment chez les 18-24 ans avec une baisse de 22 points entre les législatives de 1978 (28 %) et la présidentielle (6 %) ainsi que pour les ouvriers avec seulement 15 % de l'électorat ouvrier,. Il est par ailleurs particulièrement malmené dans les départements de la « ceinture rouge » autour de Paris.
Le vote catholique reste relativement important à droite, notamment dans les départements où la pratique religieuse reste conséquente. Près de 82 % des pratiquants réguliers ont voté à droite, dont 40 % en faveur de Jacques Chirac, 30 % pour Raymond Barre et 12 % pour Jean-Marie Le Pen, et 54 % des étudiants.
| Catégorie                                       | Lajoinie | Boussel | Laguiller | Juquin | Mitterrand | Waechter | Barre | Chirac | Le Pen |
| ----------------------------------------------- | -------- | ------- | --------- | ------ | ---------- | -------- | ----- | ------ | ------ |
|                                                 |          |         |           |        |            |          |       |        |        |
|                                                 |          |         |           |        |            |          |       |        |        |
| Ensemble                                        | 6,8      | 0,4     | 2,0       | 2,1    | 34,1       | 3,8      | 16,5  | 19,9   | 14,4   |
| Sexe                                            |          |         |           |        |            |          |       |        |        |
| Hommes                                          | 7        | 0       | 2         | 3      | 32         | 3        | 15    | 20     | 18     |
| Femmes                                          | 6        | 1       | 2         | 2      | 36         | 4        | 18    | 20     | 11     |
| Âge                                             |          |         |           |        |            |          |       |        |        |
| 18-24 ans                                       | 9        | 2       | 1         | 2      | 35         | 4        | 17    | 14     | 16     |
| 25-34 ans                                       | 7        | 0       | 1         | 4      | 38         | 7        | 15    | 11     | 17     |
| 35-49 ans                                       | 8        | 1       | 2         | 3      | 29         | 4        | 16    | 20     | 17     |
| 50-64 ans                                       | 5        | 0       | 1         | 3      | 35         | 2        | 19    | 24     | 11     |
| Plus de 64 ans                                  | 7        | 0       | 1         | 1      | 33         | 2        | 15    | 29     | 12     |
| Professions et catégories socioprofessionnelles |          |         |           |        |            |          |       |        |        |
| Agriculteurs                                    | 1        | 1       | 0         | 1      | 23         | 6        | 19    | 35     | 14     |
| Commerçants, artisans, industriels              | 3        | 2       | 0         | 1      | 18         | 3        | 15    | 35     | 23     |
| Cadres, professions intellectuelles             | 2        | 0       | 0         | 4      | 24         | 7        | 23    | 23     | 17     |
| Professions intermédiaires                      | 9        | 1       | 2         | 4      | 34         | 7        | 20    | 13     | 10     |
| Employés                                        | 7        | 0       | 2         | 5      | 38         | 5        | 17    | 13     | 13     |
| Ouvriers                                        | 11       | 1       | 3         | 2      | 42         | 2        | 11    | 10     | 18     |
| Inactifs, retraités                             | 6        | 0       | 1         | 1      | 37         | 2        | 17    | 24     | 12     |
| Niveau d'instruction                            |          |         |           |        |            |          |       |        |        |
| Primaire                                        | 9        | 0       | 1         | 2      | 37         | 2        | 12    | 22     | 15     |
| Secondaire                                      | 7        | 1       | 2         | 2      | 33         | 3        | 20    | 19     | 13     |
| Technique et commercial                         | 6        | 1       | 1         | 2      | 34         | 4        | 15    | 19     | 18     |
| Supérieur                                       | 4        | 0       | 1         | 5      | 29         | 8        | 24    | 17     | 12     |
| Revenu                                          |          |         |           |        |            |          |       |        |        |
| Moins de 3 000 francs                           | 4        | 0       | 1         | 1      | 32         | 4        | 16    | 32     | 10     |
| De 3 001 à 5 000 francs                         | 10       | 0       | 2         | 2      | 38         | 3        | 17    | 19     | 9      |
| De 5 001 à 7 500 francs                         | 9        | 0       | 2         | 2      | 35         | 3        | 15    | 20     | 14     |
| De 7 501 à 10 000 francs                        | 9        | 0       | 3         | 3      | 34         | 3        | 14    | 13     | 21     |
| De 10 001 à 15 000 francs                       | 4        | 1       | 1         | 5      | 34         | 6        | 19    | 16     | 14     |
| De 15 001 à 20 000 francs                       | 6        | 0       | 0         | 2      | 31         | 4        | 18    | 24     | 15     |
| Plus de 20 000 francs                           | 1        | 0       | 1         | 2      | 21         | 2        | 30    | 30     | 13     |

#### Second tour
François Mitterrand obtient quelque 87 % du vote communiste par rapport au premier tour, ainsi que 80 % du vote d'extrême gauche non-communiste, mais également les deux tiers du vote écologiste et près de 15 % du vote centriste. Environ 50 % des jeunes ouvriers et chômeurs ayant voté pour le Front national au premier tour ont voté pour lui au second tour, ainsi que 40 % des employés. De son côté, Jacques Chirac voit 65 % des électeurs du Front national se reporter sur lui.
| Catégorie                                       | Mitterrand | Chirac |
| ----------------------------------------------- | ---------- | ------ |
|                                                 |            |        |
| Ensemble                                        | 54         | 46     |
| Sexe                                            |            |        |
| Hommes                                          | 53         | 47     |
| Femmes                                          | 55         | 45     |
| Âge                                             |            |        |
| 18-24 ans                                       | 60         | 40     |
| 25-34 ans                                       | 63         | 37     |
| 35-49 ans                                       | 51         | 49     |
| 50-64 ans                                       | 51         | 49     |
| Plus de 64 ans                                  | 47         | 53     |
| Professions et catégories socioprofessionnelles |            |        |
| Agriculteurs                                    | 35         | 65     |
| Commerçants, artisans, industriels              | 37         | 63     |
| Cadres, professions intellectuelles             | 36         | 64     |
| Professions intermédiaires                      | 59         | 41     |
| Employés                                        | 64         | 36     |
| Ouvriers                                        | 68         | 32     |
| Inactifs, retraités                             | 52         | 48     |
| Niveau d'instruction                            |            |        |
| Primaire                                        | 58         | 42     |
| Secondaire                                      | 51         | 49     |
| Technique et commercial                         | 56         | 44     |
| Supérieur                                       | 49         | 51     |
| Proximité partisane                             |            |        |
| PCF                                             | 95         | 5      |
| PS                                              | 97         | 3      |
| Écologistes                                     | 61         | 39     |
| UDF                                             | 6          | 94     |
| RPR                                             | 2          | 98     |
| FN                                              | 15         | 85     |
| Sans affiliation                                | 51         | 49     |
| Revenu                                          |            |        |
| Moins de 3000F                                  | 50         | 50     |
| De 3001 à 5000F                                 | 62         | 38     |
| De 5001 à 7500F                                 | 57         | 43     |
| De 7501 à 10 000F                               | 58         | 42     |
| De 10 001 à 15 000F                             | 57         | 43     |
| De 15 001 à 20 000F                             | 42         | 58     |
| Plus de 20 000F                                 | 30         | 70     |

## Dans la culture
L'affaire Gordji, qui fut un moment très tendu du débat présidentiel, fut l'objet d'un téléfilm intitulé L'Affaire Gordji : Histoire d'une cohabitation sorti en 2012, racontant les coulisses de la Première cohabitation,. Ce débat présidentiel du second tour fut adapté au théâtre, avec François Morel et Jacques Weber dans les rôles de Jacques Chirac et de François Mitterrand, et joué durant toute la semaine qui précède le second tour de l'élection présidentielle française de 2017,,.

## Chronologie
- 12 mai 1986 : Georges Marchais annonce qu'il ne sera pas candidat à l'élection présidentielle.
- 20 janvier 1987 : Georges Marchais avance l'hypothèse d'une candidature d'André Lajoinie au journal de 20 heures d'Antenne 2.
- 3-5 avril 1987 : Congrès de Lille (PS).
- 26 avril 1987 : Jean-Marie Le Pen déclare sa candidature à La Trinité-sur-Mer.
- 20 mai 1987 : le comité central du PCF valide la candidature d'André Lajoinie.
- 11 juillet 1987 : François Mitterrand réunit ses troupes à sa résidence de Latche (Landes), qui commencent à travailler sur sa candidature.
- 13 septembre 1987 : au Grand Jury d'RTL, Jean-Marie Le Pen parle du « détail ».
- 21 septembre 1987 : débat télévisé entre André Lajoinie et Jean-Marie Le Pen sur La Cinq.
- 28 septembre 1987 : première pose d'affiches « Génération Mitterrand ».
- 12 octobre 1987 : Pierre Juquin déclare sa candidature en dissidence de celle d'André Lajoinie.
- 13 octobre 1987 : Pierre Juquin est exclu du Parti communiste français.
- 27 novembre 1987 : libération de deux otages retenus au Liban (Roger Auque et Jean-Louis Normandin).
- 5 décembre 1987 : François Mitterrand informe Michel Rocard qu'il va être candidat.
- 15 janvier 1988 : dans une interview à Libération, Pierre Juquin affirme qu'une partie du bureau politique du Parti communiste français s'était prononcée contre l'élection de François Mitterrand en 1981.
- 16 janvier 1988 : Jacques Chirac déclare sa candidature depuis l'hôtel de Matignon.
- 7 février 1988 : les dates de l'élection présidentielle sont arrêtées en Conseil des ministres.
- 8 février 1988 : Raymond Barre déclare sa candidature à Lyon.
- 19 février 1988 : Arlette Laguiller lance un appel aux électeurs communistes.
- 17 mars 1988 : dans Le Monde, Édouard Balladur se prononce en faveur d'une confédération UDF-RPR.
- 22 mars 1988 : François Mitterrand déclare sa candidature au journal de 20 heures d'Antenne 2.
- 30 mars 1988 : mort d'Edgar Faure.
- 22 avril-5 mai 1988 : Prise d'otages d'Ouvéa.
- 24 avril 1988 : premier tour de l'élection présidentielle.
- 28 avril 1988 : Débat télévisé entre François Mitterrand et Jacques Chirac sur TF1 et Antenne 2.
- 1er mai 1988 : défilé du Front national. Jean-Marie Le Pen déclare « Pas une voix à Mitterrand ! »
- 4 mai 1988 : les derniers otages détenus au Liban sont libérés.
- 6 mai 1988 : manifestation place de la Concorde pour « la défense de la Ve République ».
- 8 mai 1988 : réélection de François Mitterrand au second tour de l'élection présidentielle.
- 10 mai 1988 : Michel Rocard est nommé Premier ministre.